# Nissan Navara
Nissan Navara – samochód osobowy typu pickup produkowany przez koncern Nissan Motors od 1986 roku. Od 2014 roku produkowana jest czwarta generacja pojazdu.

## Nissan Navara I (1986-1997)
W 1986 roku Nissan Navara zastąpił produkowany wcześniej przez Nissana model Datsun 720. Navara posiadała całkowicie nową przednią kabinę, oferującą komfort i funkcjonalność zbliżone do samochodu osobowego. Początkowo Navara występowała w wersjach:
- z pojedynczą kabiną,
- z podwójną kabiną,
- w wersji King Cab.

### Silniki i napęd
Nissan zaoferował w nowym modelu układy napędowe w wersjach 4×2 oraz 4×4 w połączeniu z pięciobiegową manualną skrzynią biegów (czterobiegowa automatyczna pojawiła się w 1988 roku). Pierwszy dostępny silnik był wysokoprężny i dysponował mocą 55 kW oraz 160 Nm momentu obrotowego. Z początkiem 1988 roku został nieznacznie wzmocniony i osiągał odpowiednio 57 kW i 162 Nm. W tym samym czasie zaoferowano klientom również nowy silnik Diesla o pojemności 2,7 litra, mocy 58 kW oraz 173 Nm momentu obrotowego w połączeniu z czterobiegową automatyczną skrzynią biegów. Od 1990 roku wspomaganie kierownicy było standardem we wszystkich modelach z napędem 4×4.
W połowie 1992 roku Nissan przeprowadził facelifting modelu Navara D21 (kilka kosmetycznych zmian i bardziej zaokrąglona maska). Pojawiły się wersje z kolejnymi rodzajami silników, a tym wersja o pojemności 2,4 litra z wtryskiem paliwa, co podniosło moc czterocylindrowego silnika SOHC montowanego w wyższych modelach ST do 91 kW i 191 Nm momentu. Ale wielką wiadomością była instalacja 3,0-litrowego silnika SOHC 12V V6 o mocy 113 kW/248 Nm w różnych modelach Navary, w wersji czterobiegowej automatycznej lub pięciobiegowej manualnej.
W przypadku powierzchni załadunkowej kupujący mógł wybrać pomiędzy wariantem „standardowym” o długości platformy 1,83 m a wersją „długą” o długości 2,13 m.

### Wersje wyposażenia
Nissan D21 był dostępny w trzech wersjach wyposażenia: Standard, XE i SE. Dodatkowo do wersji XE z 1994 roku można było dokupić pakiet obejmujący klimatyzację, elektrycznie regulowane lusterka zewnętrzne, aluminiowe felgi oraz dodatkowe chromowane ozdoby na lusterkach i zderzakach. Wyposażenie SE obejmowało tylny mechanizm różnicowy o ograniczonym poślizgu, przesuwany dach, elektryczne szyby i centralny zamek w standardzie. Opcjonalnie można było zamówić klimatyzację, tylne przesuwne szyby, radia lub tylne zderzaki. Od 1996 roku poduszki powietrzne kierowcy i ABS na tylnej osi były standardem.
W zależności od rynku sprzedaży, pickup Nissan był sprzedawany pod różnymi nazwami. Podczas gdy na rynku krajowym dominowały nazwy „Datsun D21” i „Nissan Datsun”, w Chinach i Europie występował jako „Nissan D21”, w Australii jako „Nissan Navara”. Na rynku amerykańskim pickup D21 był nazywany „Nissan Hardbody” ze względu na jego solidny wygląd i podwójne ścianki boczne.

## Nissan Navara II (1997-2005)
Nissan Navara II produkowany był w latach 1997 - 2005.
Druga generacja Nissana Navara (D22) zastąpiła w 1998 roku poprzedni model Nissana D21.
W okresie budowy Nissan Navara D22 przeszedł kilka zmian stylizacji, głównie z przodu pickupa. Otrzymał między innymi nową osłonę chłodnicy, nowe reflektory i chromowany zderzak, dzięki czemu wyglądał bardziej sportowo i bardziej dynamicznie. Poprawiono również właściwości jezdne pickupa i unowocześniono wnętrze.
Navara D22 była dostępna w wersji
- z pojedynczą kabiną z rozstawem osi 2650 mm
- z podwójną kabiną King Cab z rozstawem osi 2950 mm.

Od 2002 roku dostępna była również wersja rozszerzona z rozstawem osi 3300 mm.
Nissan Navara D22 oferował najdłuższą powierzchnię ładunkową w swojej klasie - 1895 mm.
Podobnie, jak jego poprzednik, Navara D22 była dostępna w liniach wyposażenia Standard, XE i SE.
Modele posiadały już ABS, poduszki powietrzne kierowcy i pasażera z przodu, 3-punktowe pasy bezpieczeństwa, 14-calowe stalowe felgi, reflektory halogenowe, czarną osłonę chłodnicy, haki do mocowania łóżka, podwójne ściany boczne, zdejmowaną klapę tylną, elastyczny system załadunku, winylową kanapę trzy osoby, dwa zagłówki i wycieraczki 2-przejściowe.
Modele XE miały również wspomaganie kierownicy, 15-calowe felgi aluminiowe, dwa lusterka zewnętrzne, chromowaną osłonę chłodnicy i zderzaki, klimatyzację bez freonu, cyfrowy zegar w radiu, wykładzinę dywanową i opcjonalną 4-biegową automatyczną skrzynię biegów.
Wariant wyposażenia SE obejmował poszerzone błotniki, szklany dach z osłoną przeciwsłoneczną, kubełkowe fotele z tkaniny, tempomat, obrotomierz, tylną przesuwaną szybę, przyciemniane szyby i grafikę boczną nadwozia.
Ponadto Nissan oferował różnorodne pakiety wyposażenia i wyposażenie specjalne do personalizacji pickupa.

### Silniki i napęd
Nissan Navara D22 miał do wyboru różne silniki benzynowe i wysokoprężne.  Czterocylindrowe silniki benzynowe SOHC o pojemności 2,4 litra rozwijały moc od 107 kW do 110 kW i moment obrotowy od 198 Nm do 209 Nm. Później do dodano silnik V6 o mocy 120 kW, o pojemności 3,0 litra. Silniki wysokoprężne miały pojemność skokową od 2,5 litra do 3,3 litra i obejmowały zakres mocy od 98 kW do 125 kW. Ostatnim i najmocniejszym silnikiem był 3,3 litrowy silnik benzynowy V6 z doładowaniem, który rozwijał 157 kW.
Nissan Navara D22 był – w zależności od modelu i wyposażenia – wyposażony w napęd na tylne lub wszystkie koła oraz 4- lub 5-biegową manualną skrzynię biegów lub 4-biegową automatyczną.
W zależności od kraju sprzedaży Nissan D22 był również określany jako „NP300” (Meksyk, część Europy), „Terrano” (Chile), „Datsun” (Japonia), „Nissan Pick Up” (Afryka, Azja, Ameryka Południowa). W Ameryce Północnej, Argentynie i Brazylii model D22 został wprowadzony jako „Nissan Frontier” i zastąpił D21 „Hardbody”.
W 2004 roku zakończyła się produkcja Nissana Navara II, który w 2005 roku został zastąpiony przez nową Navarę D40. Jednak w Afryce Południowej i niektórych innych krajach D22 jest budowany do dziś.

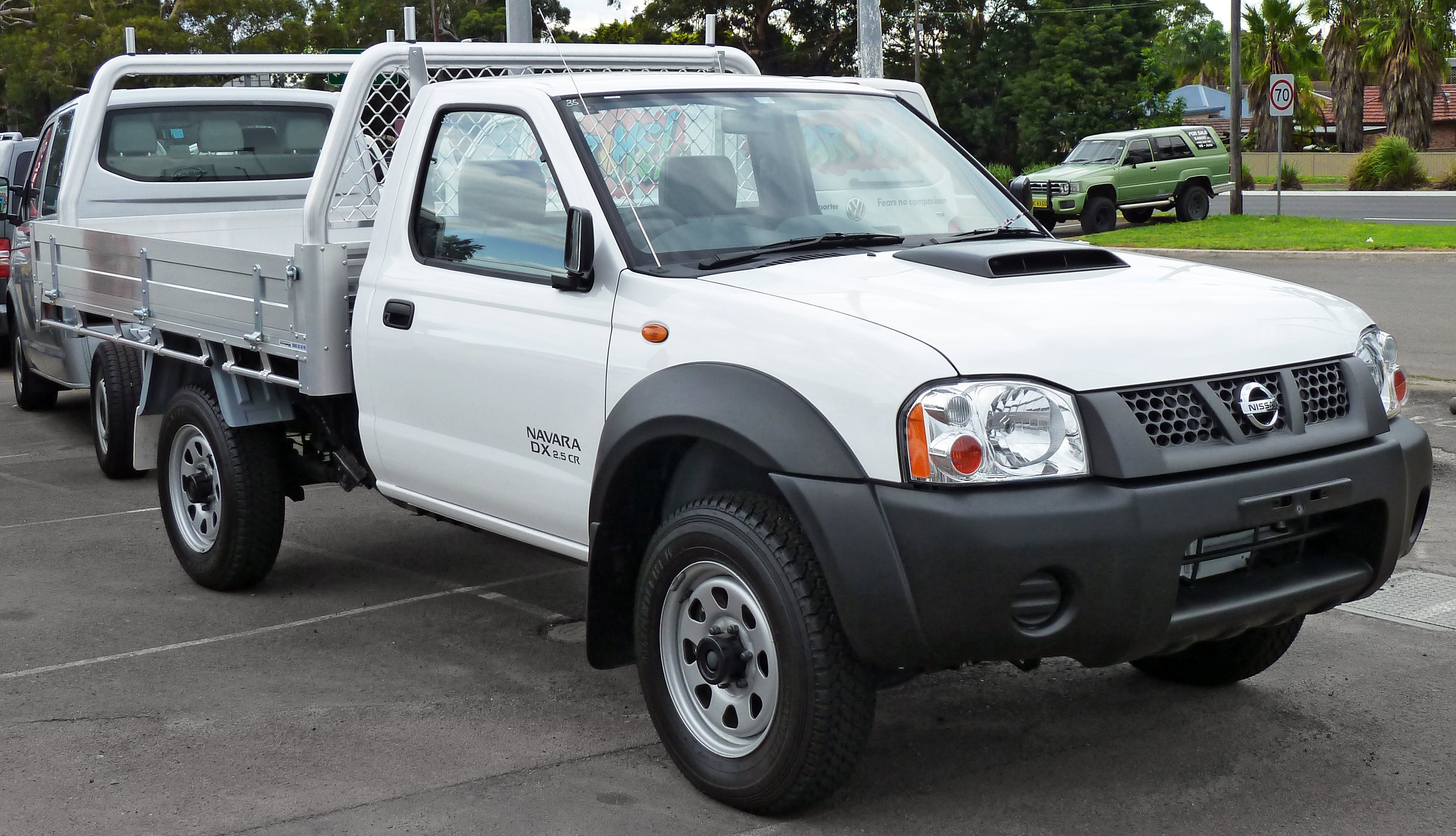
Nissan Navara II po liftingu

## Nissan Navara III
Nissan Navara III został zaprezentowany po raz pierwszy podczas North American International Auto Show w Detroit w styczniu 2004 roku. 

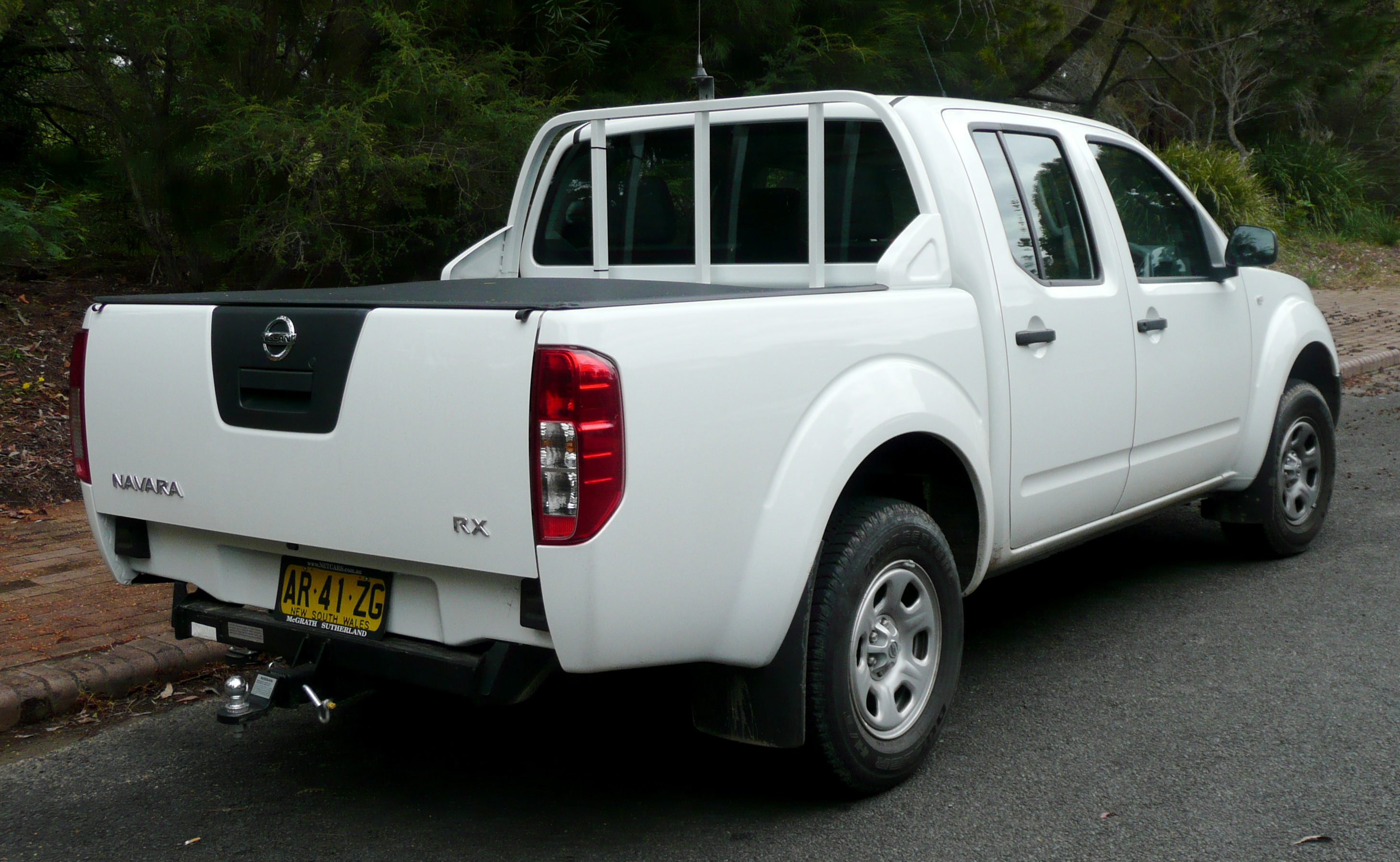
Tył Nissana Navary

Pojazd został zbudowany na bazie płyty podłogowej F-Alpha i stylistycznie nawiązuje do większego modelu Titan. Nadwozie pojazdu zostało przykręcone do solidnej stalowej ramy.
W 2007 roku lekkiej modernizacji poddano wnętrze pojazdu. Poprawiono między innymi materiały wykończenia wnętrza, a boczne lusterka wyposażono w kierunkowskazy. 
Na początku 2010 roku auto przeszło face lifting. Auto otrzymało przeprojektowane reflektory i atrapę chłodnicy oraz zderzaki i alufelgi. We wnętrzu pojazdu zmieniono konsolę środkową i poprawiono boczki drzwi oraz dodano nowe wzory tapicerki, ulepszone zegary i chromowane detale oraz zmodyfikowano ekran systemu Nissan Connect Premium.

### Wersje wyposażeniowe
- SE
- LE
- ST-X
- King Cab XE
- SE King Cab
- SE Navara Limited Edition - wersja limitowana
- LE Navara Limited Edition - wersja limitowana
- LE SV - wersja limitowana oparta na wersji LE z kompletem poduszek powietrznych, skórzaną kierownicą, nawigacją satelitarną z 7-calowym ekranem dotykowym i dyskiem twardym o pojemności 40 GB oraz rozbudowanym systemem audio[9]
- Outlaw - wersja limitowana przeznaczona na rynek australijski oparta na wersji ST-X

## Czwarta generacja

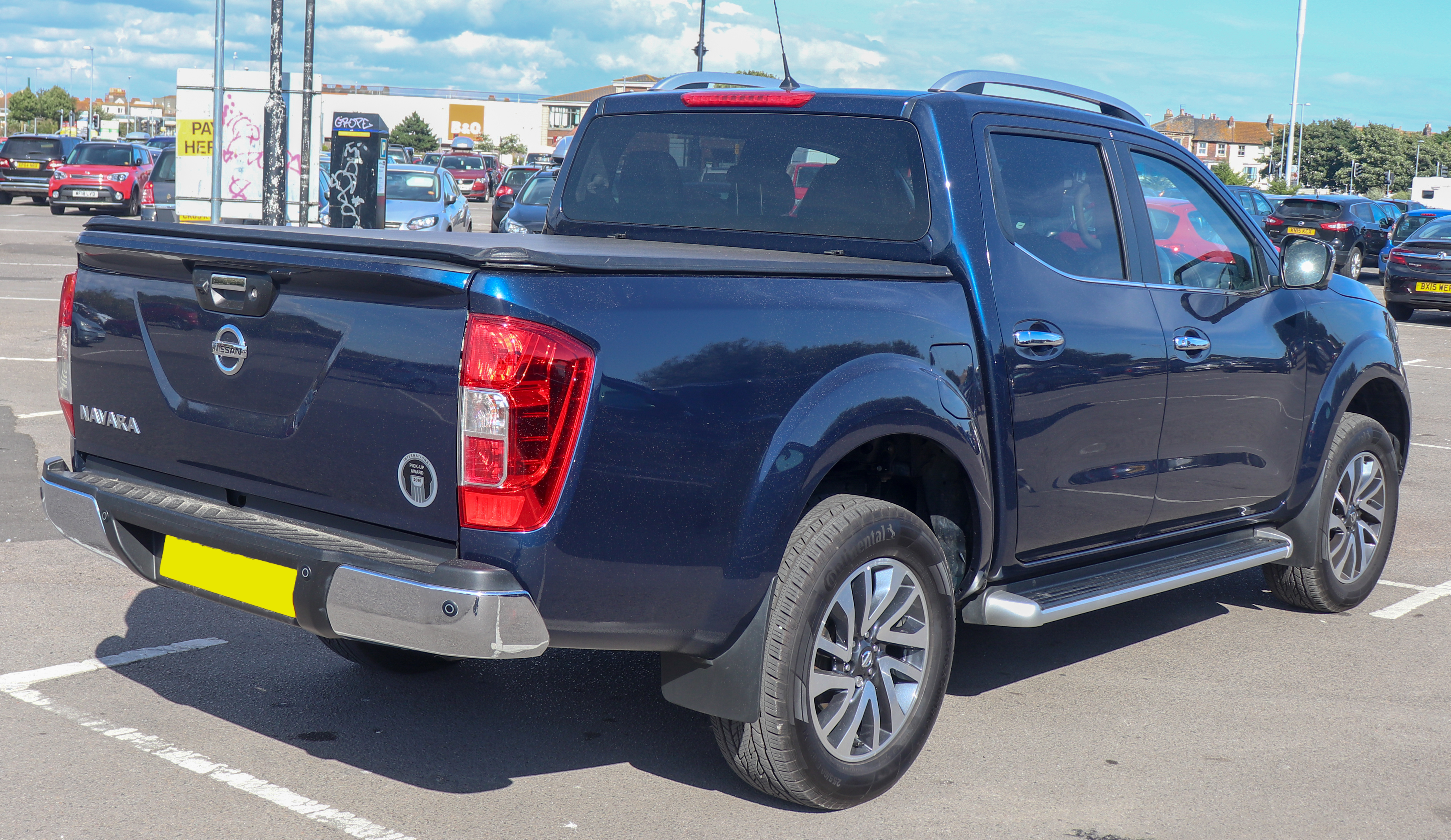
Nissan Navara IV - tył

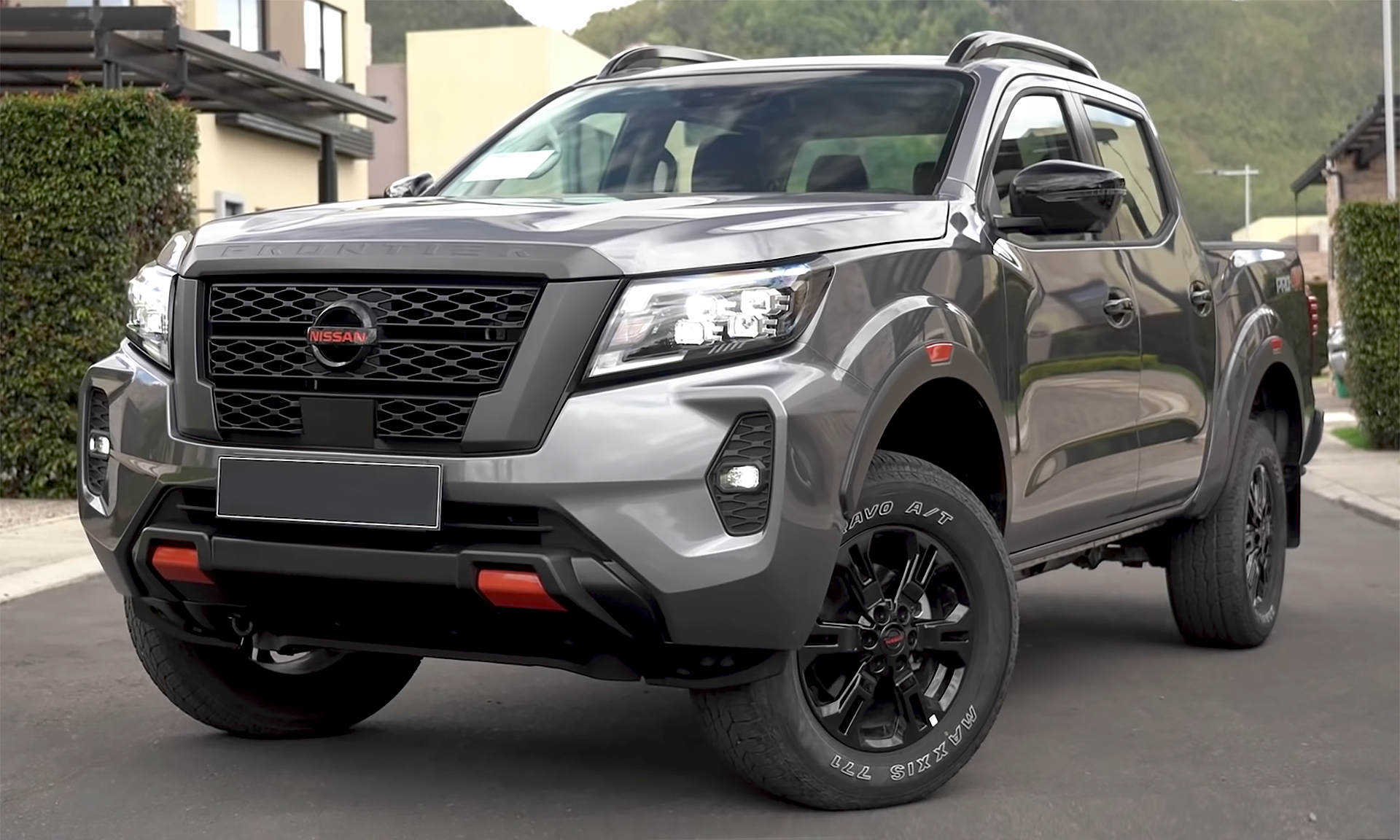
Nissan Navara IV po liftingu

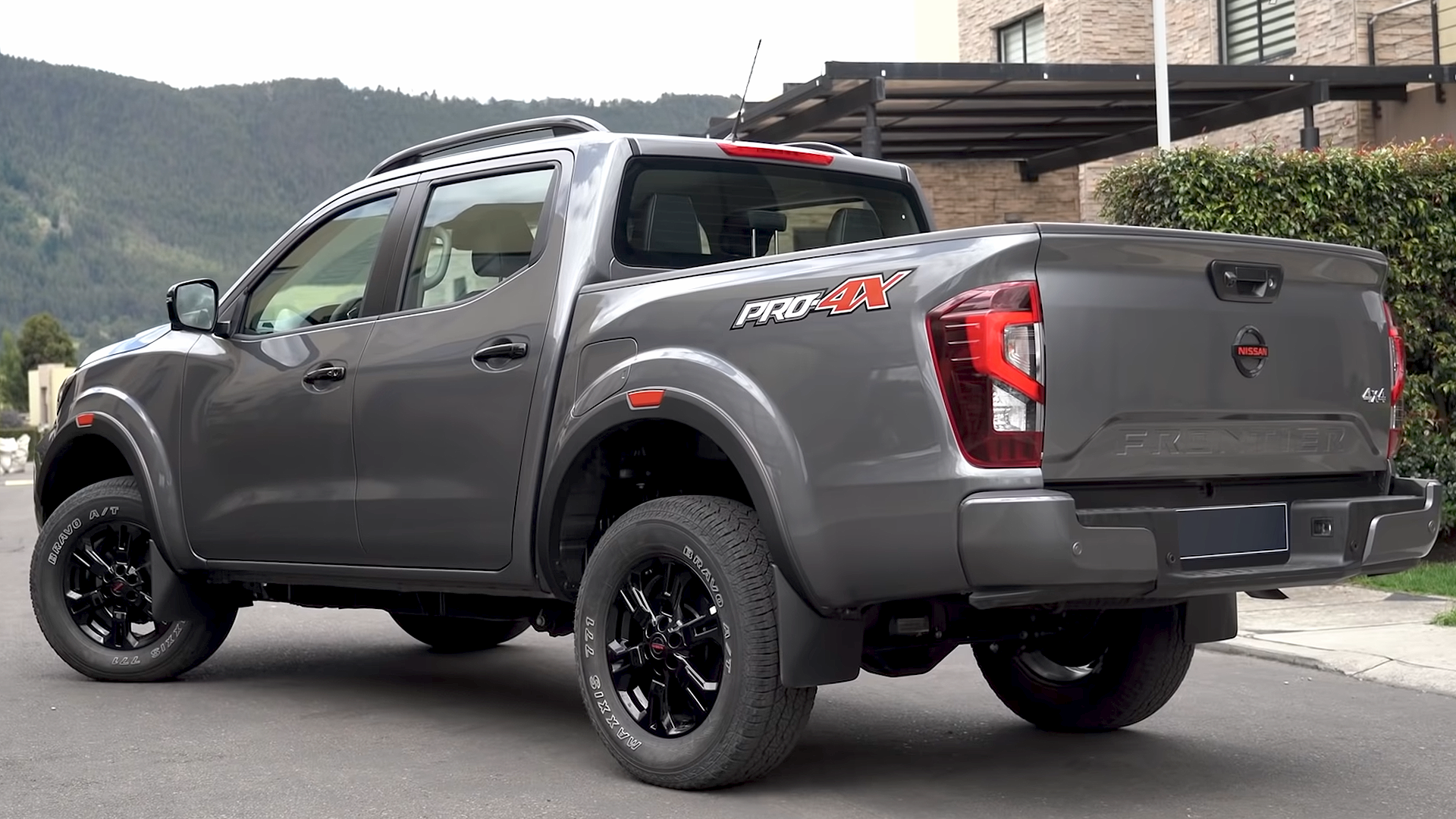
Nissan Navara IV - tył po liftingu

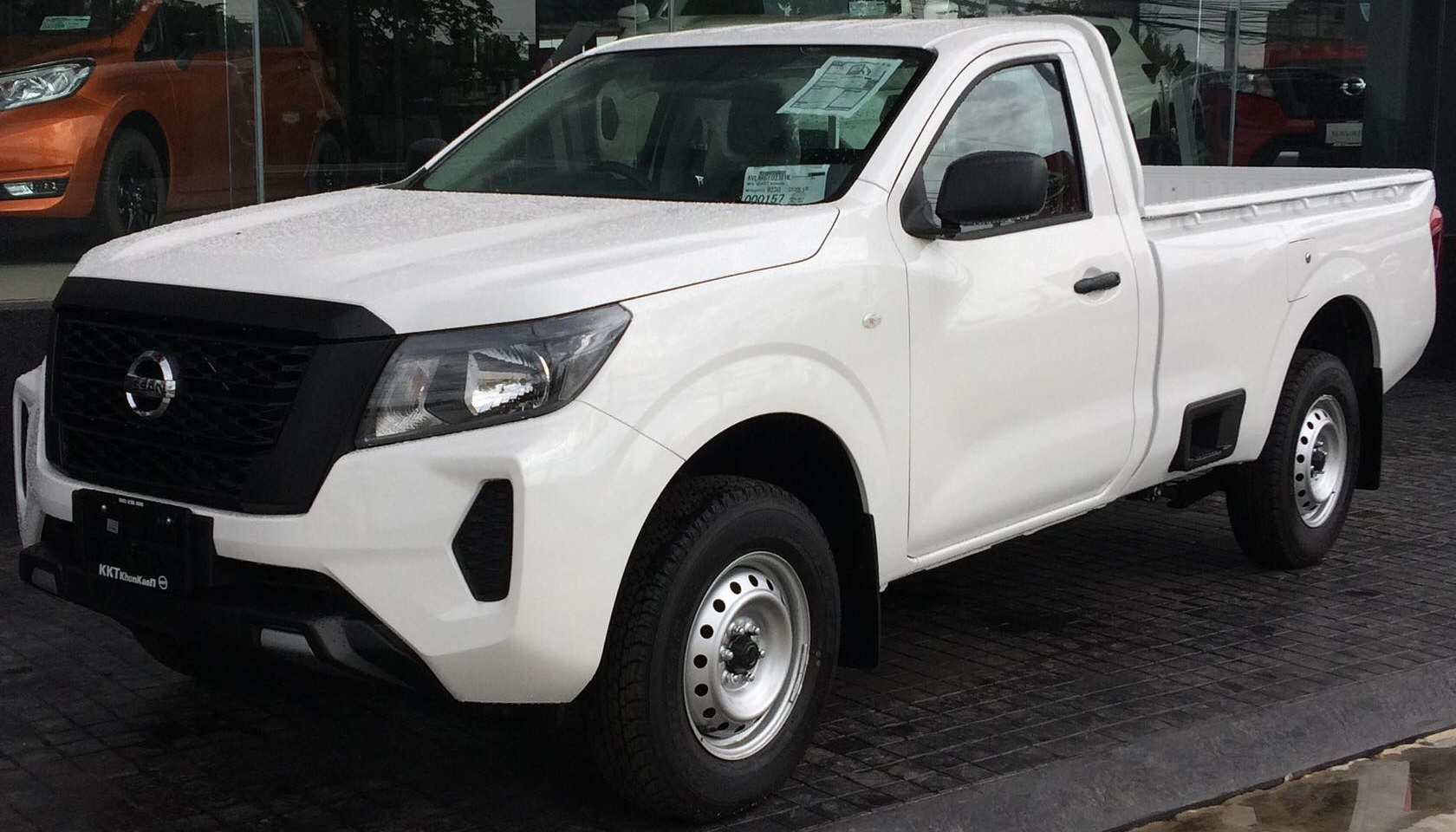
Nissan Navara IV Single Cab po liftingu

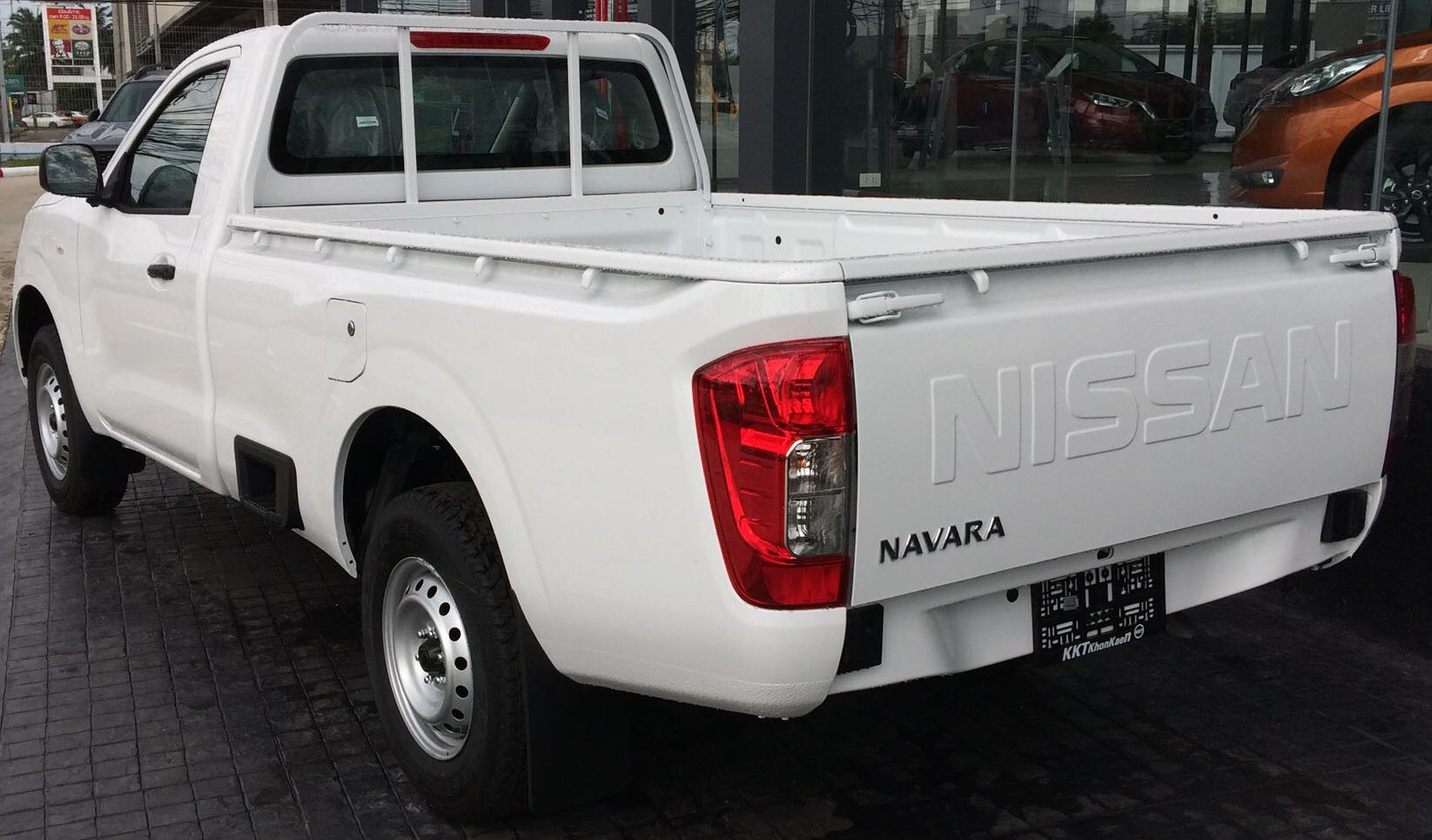
Nissan Navara IV Single Cab - tył po liftingu

Nissan Navara IV został po raz pierwszy zaprezentowany w czerwcu 2014 roku. 
Auto zostało zaprojektowane od podstaw. Charakteryzuje się m.in. wyższą sztywnością ramy. W stosunku do poprzedniej generacji zmieniono m.in. przednią część pojazdu, która otrzymała m.in. światła do jazdy dziennej wykonane w technologii LED, chromowaną atrapę chłodnicy oraz nowy zderzak. W pojeździe zastosowano także tylną kamerę parkowania oraz kierunkowskazy boczne umieszczone w lusterkach. Wnętrze pojazdu przypomina wnętrza modeli Qashqai II oraz X-Trail. Centralnym elementem deski rozdzielczej jest wyświetlacz TFT odpowiadający za wskazania komputera pokładowego, audio, kompasu oraz opcjonalnej nawigacji satelitarnej.
Pod maskę pojazdu trafił zmodyfikowany, znany z poprzedniej generacji, silnik Diesla o pojemności 2.5 l. W podstawowej wersji rozwija on 163 KM i 403 Nm. Mocniejsza odmiana ma 190 KM i 450 Nm. Obie jednostki standardowo współpracują z sześciostopniową, ręczną przekładnią. W zależności od rynku klienci będą się też mogli zdecydować na benzynowy motor o pojemności 2.5 l.
Europejska wersja czwartego wcielenia Navary będzie oferowana pod nazwą NP300 Navara od drugiej połowy 2015 roku tuż po debiucie na Frankfurt Motor Show. Ponadto na początku 2016 roku zadebiutuje bliźniaczy model marki Renault pod nazwą Alaskan.
Źródłem napędu nowej Navary jest nowa wysokoprężna jednostka 2.3 dCi, która w cyklu pomiarowym jest o 24 proc. oszczędniejsza od wcześniej stosowanego silnika o pojemności 2.5 l. Nowy silnik będzie dostępny w dwóch wariantach mocy: 160 i 190 KM. Moment obrotowy będzie przekazywany na wszystkie cztery koła lub jedną oś..

### Wyposażenie
Opcjonalnie auto wyposażyć można m.in. w system dynamicznej kontroli jazdy (VDC), aktywny hamulcowy mechanizm różnicowy o ograniczonym poślizgu (ABLS), system wspomagania ruszania pod górę (HSA) oraz system kontroli zjazdu (HDC).

### Silniki
Benzynowe:
- R4 2.5l

Wysokoprężne:
- R4 2.3 dCi 163 KM
- R4 2.3 dCi 190 KM